# The Tin Star
The Tin Star (bra: O Homem dos Olhos Frios; prt: Sangue no Deserto) é um filme estadunidense de 1957 do gênero western, dirigido por Anthony Mann. Apresenta o ator Anthony Perkins em um dos seus primeiros papéis.

## Elenco principal
- Henry Fonda .... Morg Hickman

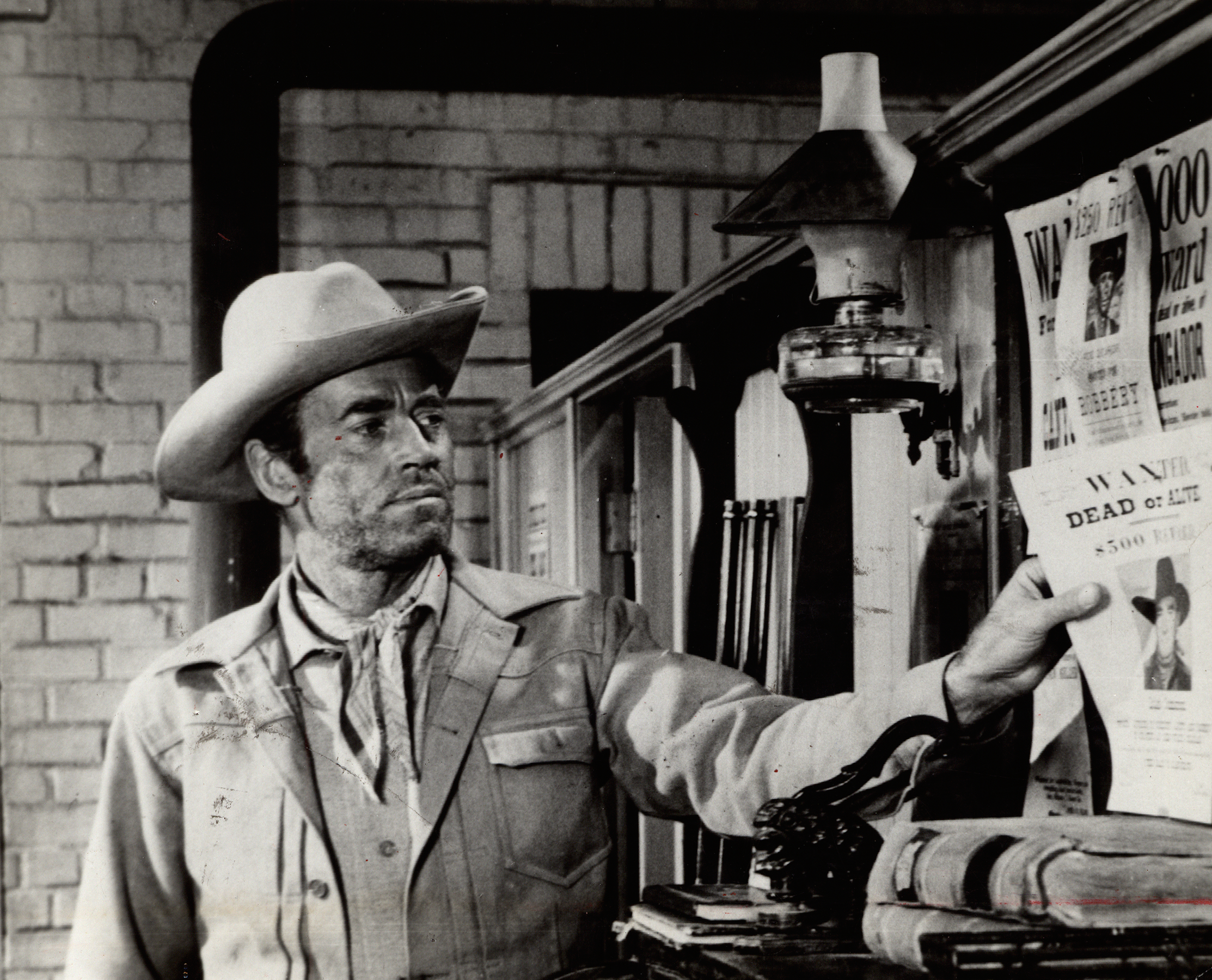
Henry Fonda como Morg Hickman

- Anthony Perkins .... Xerife Ben Owens
- Betsy Palmer .... Nona Mayfield
- Michel Ray .... Kip Mayfield
- Neville Brand .... Bart Bogardus
- John McIntire .... Dr. Joseph J. 'Doc' McCord
- Mary Webster...Millie Parker
- Peter Baldwin .... Zeke McGaffey
- Richard Shannon .... Buck Henderson
- Lee Van Cleef .... Ed McGaffey